# Marco Tin Win
Marco Tin Win (ur. 22 kwietnia 1960 w Mon Hla) – mjanmański (birmański) duchowny katolicki, arcybiskup Mandalaj od 2019.

## Życiorys

### Prezbiterat
Święcenia kapłańskie otrzymał 22 września 1987 i został inkardynowany do archidiecezji Mandalaj. Przez wiele lat pracował w diecezjalnych seminariach. W 2003 został diecezjalnym ekonomem, a w 2010 objął stanowisko sekretarza wykonawczego przy mjanmańskiej Konferencji Episkopatu. W 2014 został wikariuszem generalnym archidiecezji.

### Episkopat
25 kwietnia 2019 papież Franciszek mianował go arcybiskupem metropolitą Mandalaj. Sakry udzielił mu 23 czerwca 2019 metropolita Rangun - kardynał Charles Maung Bo.